# Олів'є Жан-Марі
Олів'є Жан-Марі (фр. Olivier Jean-Marie; нар. 25 квітня 1960, Брюнуа— пом. 13 травня 2021) — французький аніматор, сценарист і режисер анімаційних фільмів.

## Біографія
Жан-Марі навчався в паризькому коледжі мистецтв, потім працював ілюстратором коміксів. У 1997 році з мультсеріалу «Інопланетяни» почалася його кар'єра художника-мультиплікатора. Успіх йому принесла наступна робота - анімаційний серіал «Оггі і кукарачі», що транслювався в багатьох країнах. У 2001 році Жан-Марі почав працювати над сучасною адаптацією коміксів про Щасливчика Люка. Спочатку він знімав телевізійний серіал, а в 2007 році представив повнометражний анімаційний фільм про цього персонажа - «Подорож на захід». Мультфільм був відзначений Гран-прі німецького фонду допомоги дітям на 58-му Берлінському міжнародному кінофестивалі. У 2013 році Жан-Марі представив свій другий повнометражний мультфільм — «Неймовірні пригоди кота», який є продовженням «Оггі і кукарачі».

## Фільмографія
- 1997—2006 — Інопланетяни (серіал) / Les zinzins de l'espace
- 1997—2019 — Оггі і кукарачі (серіал) / Oggy et les cafards
- 2001—2003 — Нові пригоди Щасливчика Люка (серіал) / Les Nouvelles Aventures de Lucky Luke
- 2007 — Подорож на захід / Tous à l'Ouest: Une aventure de Lucky Luke
- 2010 — Зіг і Шарко (серіал) / Zig & Sharko
- 2013 — Неймовірні пригоди кота / Oggy et les cafards